# Борджелин, Шнайдер
Шнайдер Антонио Борджелин (фр. Shanyder Antonio Borgelin; род. 19 октября 2001, Маргейт, Флорида) — гаитянский футболист, нападающий клуба «Интер Майами» и сборной Гаити.

## Клубная карьера
Борджелин — воспитанник футбольной академии США и клуба «Филадельфия Юнион». 10 марта 2019 года в матче против «Бирмингем Легион» он дебютировал в USL за дублирующий состав. В 2022 году игрок подписал контракт с дублирующей командой «Интер Майами», а уже в  начале 2023 года подписал соглашение с основной. 26 февраля в матче против «Клёб де Фут Монреаль» он дебютировал в MLS. В этом же поединке Шнайдер забил свой первый гол за «Интер Майами». 
Летом 2023 года Борджелин на правах аренды перешёл в «Нью-Мексико Юнайтед». 20 августа в матче против «Сан-Диего Лойал» он дебютировал за новую команду. По окончании аренды игрок вернулся в Интер Майами. 

## Международная карьера
В 2018 году Борджелин в составе молодёжной сборной Гаити принял участие в молодёжном чемпионате КОНКАКАФ в США. На турнире он сыграл в матчах против сборных Бермуд, Коста-Рики и Барбадоса. В поединках против бермудцев и барбажосцев Шнайдер забил по голу.
1 сентября 2021 года в товарищеском матче против сборной Бахрейна Борджелин дебютировал за сборную Гаити.